# نذير (اسم)
نذير هو اسم علم مذكر من أصل عربي، ومعناه هو طليعة الجيش، والمحذر والمنذر، وهو خلاف البشير.

## شخصيات تحمل الاسم
- نذير أحمد (1831 – )
- نذير العظمة (1930 – )
- نذير الماجد
- نذير بلحاج (لاعب كرة قدم جزائري، 18 يونيو 1982 – )
- نذير بن دحمان (لاعب كرة قدم جزائري، 9 يونيو 1992 – )
- نذير بن عمو (محامي تونسي، 1959 – )
- نذير حمادة (سياسي من تونس، 20 مارس 1948 – )
- نذير طيار (1967 – )
- نذير نبعة (فنان سوري، 1938[3] – 22 فبراير 2016)
- نذير هلال (لاعب كرة قدم جزائري، 14 ديسمبر 1977 – )

## وصلات خارجية
- موسوعة السلطان قابوس لأسماء العرب